# Michelle Diepold
Michelle Diepold (* 21. November 1996) ist eine österreichische Naturbahnrodlerin und startet für den Verein WSC Aflenz.
In der Saison 2013/2014 wurde sie in den Kader des Österreichischen Nationalteams aufgenommen.

## Erfolge
Diepolds größte Erfolge waren:

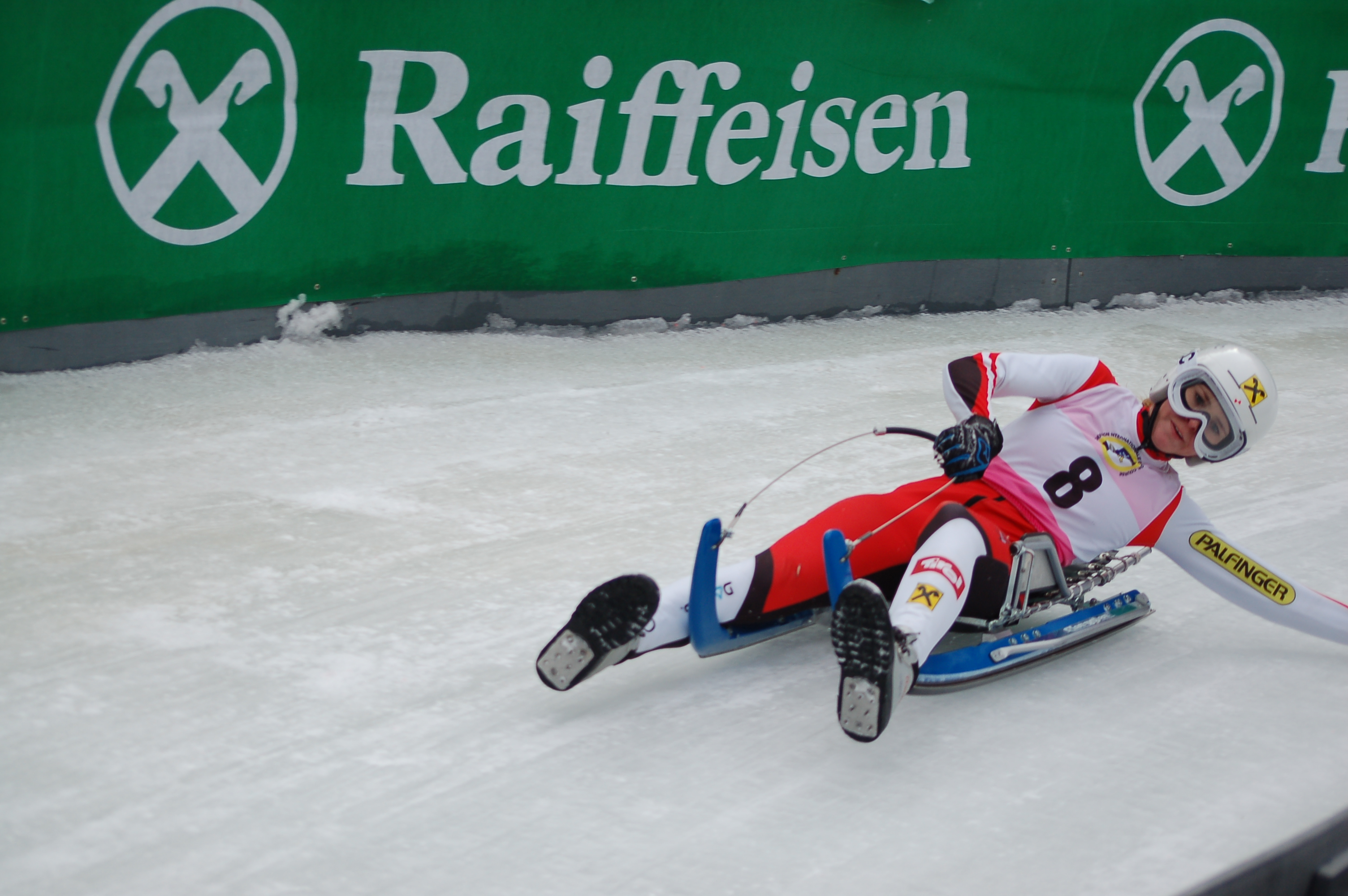
Michelle Diepold bei der WM 2016

- 1. Rang Junioren-WM in Latsch 2016
- 6. Rang Weltcuprennen in Latsch 2016
- 5. Rang Weltcuprennen in Vatra Dornei 2016
- 10. Rang Weltmeisterschaft 2015
- 8. Rang Europameisterschaft 2014
- 8. Rang Weltcuprennen in Umhausen 2014
- 3. Rang Junioren-WM 2014
- 8. Rang Junioren-EM 2013
- 1. Weltcupeinsatz 2013 in Vatra Dornei/ROU
- 8. Rang Junioren-WM 2012
- 13. Rang Junioren-EM 2011